# Аронник удлинённый
Аро́нник удлинённый (лат. Árum elongátum) — травянистое растение, вид рода Аронник семейства Ароидные (Araceae).

## Ареал и среда обитания
Субсредиземноморский вид. Распространен в Малой Азии, в Иране, на Балканах, в Молдавии на Украине (Луганская, Донецкая, Одесская области) и в России (Ростовская область, Таманский полуостров, Предкавказье и Кавказ, Крым). Растет в дубовых, дубово-можжевеловых, буковых и грабовых лесах, часто образует густые крупные заросли, предпочитает почвы с близким залеганием каменистых пород.

## Описание
Многолетние растение. Строение клубня округло-сплюснутое, из которого развиваются листья и стебель. Рядом с главным клубнем развиваются небольшие клубни для вегетативного размножения. Листья длинночеренковые. Центральная лопасть длинной от 10 до 20 см, боковые в 2-3 раза короче, оттопыренные. Цветковый стебель того же размера что и листья. Покрывало соцветия ланцетное, длиной до 26 см, зеленое или пурпурное, с острым оттянутым кончиком, придаток початка темно-красный или фиолетовый. Цветки раздельнополые. Плоды — красные ягоды. Цветение — апрель-май. Популяция цветет от 1 до 2 месяцев, отдельный початок - около недели. Цветение проходит в солнечные дни при температуре 14-16° С. Опыление происходит с помощью насекомых или мелких моллюсков, но так же возможно и самоопыление. Обладает неприятным запахом. Ягоды ядовиты.

## Охрана
В России включен в Красную Книгу Ростовской области, на Украине в Красную Книгу Донецкой области.

## Применение
Применяется в народной медицине в качестве противоревматического и противолихорадочного средства. 